# Imanol Murua
Imanol Murua Arregi (Zarauz, 3 de junio de 1935 - 17 de mayo de 2008) fue un político español. Perteneció al PNV y posteriormente a Eusko Alkartasuna, fue diputado general de Guipúzcoa, alcalde de Zarauz y profesor.

## Biografía
Antes de dedicarse a la política fue durante 27 años profesor de la Escuela de Formación de Zarauz. Más tarde se afilió al PNV. En 1974 entró por primera vez como concejal en el ayuntamiento de su ciudad natal y 3 años más tarde fue nombrado alcalde de la villa hasta 1983, compatibilizando este cargo con el de parlamentario en el Parlamento Vasco.
Entre 1977 y 1979 dirigió la gestora del Ayuntamiento de Zarauz. En las primeras elecciones democráticas ganó la alcaldía con las siglas del PNV. Combinó este cargo con el asiento en la Diputación Foral entre 1979 y 1983. Los dos años siguientes fue parlamentario del PNV, siendo nombrado en 1983, diputado foral de Cultura en Guipúzcoa, desde donde impulsó Arteleku y el centro cultural Koldo Mitxelena.
En 1985 fue nombrado diputado general de Guipúzcoa, sustituyendo a José Antonio Ardanza, pero ya como afiliado de Eusko Alkartasuna (EA) tras la escisión del PNV, donde tuvo que bregar con el conflicto de la autovía de Leizarán, infraestructura que unía Navarra con Guipúzcoa y por cuyo trazado sufrió las presiones de ETA hacia el entonces ejecutivo foral y el gobierno vasco. Murua abandonó la dirección de la diputación foral tras negarse a negociar un nuevo trazado, siendo desde 1991 hasta 1995, portavoz de EA en Juntas Generales de Guipúzcoa.
De 1995 a 1999 volvió a ser alcalde de Zarauz por tercera vez, esta por EA. Dos años más tarde, fue inhabilitado de su cargo por negarse a entregar las listas de jóvenes a la Armada Española, para que estos no prestaran el servicio militar obligatorio, dentro de la campaña a favor de la insumisión organizada por los grupos sociales y apoyada por los partidos nacionalistas e independentistas, dando cumplimiento a una decisión de la corporación. La sanción fue efectiva a partir de 2002.
Además, Murua era un gran aficionado al deporte y la pesca. Practicaba remo, fútbol, jogging, boxeo y golf.
En 2004 la Fundación Alkartasuna publicó el libro Imanol Murua, Gipuzkoako alkatea (Imanol Murua, alcalde de Guipúzcoa) escrito por Joan Mari Torrealdai.
Falleció a los 72 años de edad tras una grave enfermedad. Su ciudad natal, así como la política y cultura vascas le rindieron homenaje en su sepelio.